# Aliki Lamari
Aliki Lamari (ur. 14 lutego 1973) – grecka lekkoatletka specjalizująca się w skoku o tyczce.
Medalistka mistrzostw Grecji.
Wielokrotna rekordzistka kraju.